# Wioślarstwo na Letnich Igrzyskach Olimpijskich 1992
Wioślarstwo na Letnich Igrzyskach Olimpijskich 1992 w Barcelonie rozgrywane było w dniach 27 lipca–2 sierpnia. Zawody odbyły się w Barcelonie. W zawodach wioślarskich wzięło udział 627 zawodników z 45 krajów (437 mężczyzn oraz 190 kobiet). Rozegrano 14 konkurencji – 8 męskich i 6 żeńskich. Polska wywalczyła dwa brązowe medale w konkurencji męskich jedynek oraz męskich czwórek ze sternikiem.

## Konkurencje
| Konkurencja           | Mężczyźni | Kobiety |
| --------------------- | --------- | ------- |
| jedynka               | M1x       | W1x     |
| dwójka podwójna       | M2x       | W2x     |
| dwójka bez sternika   | M2-       | W2-     |
| dwójka ze sternikiem  | M2+       | –       |
| czwórka podwójna      | M4x       | W4x     |
| czwórka bez sternika  | M4-       | W4-     |
| czwórka ze sternikiem | M4+       | –       |
| ósemka ze sternikiem  | M8+       | W8+     |

## Medaliści

### Kobiety
| Konkurencja          | Złoto | Rezultat | Srebro | Rezultat | Brąz | Rezultat |
| Jedynka              | Rumunia · Elisabeta Oleniuc-Lipă | 7.25,54  | Belgia · Annelies Bredael | 7.26,64  | Kanada · Silken Laumann | 7.28,85  |
| Dwójka podwójna      | Niemcy · Kerstin Köppen · Kathrin Boron | 6.49,00  | Rumunia · Elisabeta Oleniuc-Lipă · Veronica Cogeanu-Cochelea | 6.51,47  | Chiny · Gu Xiaoli · Lu Huali | 6.55,16  |
| Dwójka bez sternika  | Kanada · Marnie McBean · Kathleen Heddle | 7.06,22  | Niemcy · Stefani Werremeier · Inge Althoff-Schwerzmann | 7.07,96  | Stany Zjednoczone · Anna Seaton · Stephanie Maxwell-Pierson | 7.08,11  |
| Czwórka bez sternika | Kanada · Kirsten Barnes · Brenda Taylor · Jessica Monroe · Kay Worthington                                                                                          | 6.30,85  | Stany Zjednoczone · Shelagh Donohoe · Cindy Eckert · Amy Fuller · Carol Feeney | 6.31,86  | Niemcy · Antje Frank · Gabriele Mehl · Birte Siech · Annette Hohn | 6.32,34  |
| Czwórka podwójna     | Niemcy · Kerstin Müller · Sybille Schmidt · Birgit Peter · Kristina Mundt                                                                                           | 6.20,18  | Rumunia · Constanța Burcică · Doina Ignat · Veronica Cogeanu-Cochelea · Anișoara Dobre-Bălan | 6.24,34  | WNP · Jekatierina Karsten · Antonina Zelikowicz · Tatjana Ustiużanina · Jelena Chłopcewa                                                                                                 | 6.25,07  |
| Ósemka               | Kanada · Kirsten Barnes · Brenda Taylor · Megan Delehanty · Shannon Crawford · Marnie McBean · Kay Worthington · Jessica Monroe · Kathleen Heddle · Lesley Thompson | 6.02,62  | Rumunia · Doina Liliana Snep-Bălan · Doina Ciucanu-Robu · Ioana Olteanu · Victoria Lepădatu · Iulia Bobeică-Bulie · Viorica Neculai · Adriana Chelariu-Bazon · Maria Pădurariu · Elena Georgescu | 6.06,26  | Niemcy · Annegret Strauch · Sylvia Dördelmann · Kathrin Haacker · Dana Pyritz · Cerstin Petersmann · Ute Schell-Wagner-Stange · Christiane Harzendorf · Judith Zeidler · Daniela Neunast | 6.07,80  |

### Mężczyźni
| Konkurencja           | Złoto | Rezultat | Srebro | Rezultat | Brąz | Rezultat |
| Jedynka               | Niemcy · Thomas Lange | 6.51,40  | Czechosłowacja · Václav Chalupa | 6.52,93  | Polska · Kajetan Broniewski | 6.56,82  |
| Dwójka podwójna       | Australia · Steve Hawkins · Peter Antonie | 6.17,32  | Austria · Arnold Jonke · Christoph Zerbst | 6.18,42  | Holandia · Henk-Jan Zwolle · Nico Rienks | 6.22,82  |
| Dwójka bez sternika   | Wielka Brytania · Steven Redgrave · Matthew Pinsent | 6.27,72  | Niemcy · Peter Hoeltzenbein · Colin von Ettingshausen | 6.32,68  | Słowenia · Iztok Čop · Denis Žvegelj | 6.33,43  |
| Dwójka ze sternikiem  | Wielka Brytania · Jonny Searle · Greg Searle · Garry Herbert | 6.49,83  | Włochy · Carmine Abbagnale · Giuseppe Abbagnale · Giuseppe Di Capua                                                                                       | 6.50,98  | Rumunia · Dimitrie Popescu · Nicolae Țaga · Dumitru Răducanu | 6.51,58  |
| Czwórka bez sternika  | Australia · Andrew Cooper · Mike McKay · Nick Green · James Tomkins                                                                                             | 5.55,04  | Stany Zjednoczone · Doug Burden · Jeff McLaughlin · Thomas Bohrer · Patrick Manning                                                                       | 5.56,68  | Słowenia · Jani Klemenčič · Sašo Mirjanič · Milan Janša · Sadik Mujkič                                                                                           | 5.58,24  |
| Czwórka ze sternikiem | Rumunia · Viorel Talapan · Iulică Ruican · Dimitrie Popescu · Nicolae Țaga · Dumitru Răducanu                                                                   | 5.59,37  | Niemcy · Uwe Kellner · Ralf Brudel · Thoralf Peters · Karsten Finger · Hendrik Reiher                                                                     | 6.00,34  | Polska · Jacek Streich · Wojciech Jankowski · Tomasz Tomiak · Maciej Łasicki · Michał Cieślak                                                                    | 6.03,27  |
| Czwórka podwójna      | Niemcy · André Willms · Andreas Hajek · Stephan Volkert · Michael Steinbach                                                                                     | 5.45,17  | Norwegia · Lars Bjønnes · Rolf Thorsen · Kjetil Undset · Per Sætersdal                                                                                    | 5.47,09  | Włochy · Gianluca Farina · Rossano Galtarossa · Alessandro Corona · Filippo Soffici                                                                              | 5.47,33  |
| Ósemka                | Kanada · John Wallace · Bruce Robertson · Michael Forgeron · Darren Barber · Robert Marland · Michael Rascher · Andy Crosby · Derek Porter-Nesbitt · Terry Paul | 5.29,53  | Rumunia · Ioan Vizitiu · Dănuț Dobre · Gabriel Marin · Iulică Ruican · Viorel Talapan · Vasile Năstase · Valentin Robu · Vasile Măstăcan · Marin Gheorghe | 5.29,67  | Niemcy · Frank Richter · Thorsten Streppelhoff · Detlef Kirchhoff · Armin Eichholz · Bahne Rabe · Hans Sennewald · Ansgar Wessling · Roland Baar · Manfred Klein | 5.31,00  |

## Kraje uczestniczące
W zawodach wzięło udział 627 wioślarzy z 45 krajów:
| - Argentyna (6) - Australia (28) - Austria (12) - Belgia (9) - Brazylia (8) - Bułgaria (15) - Chiny (22) - Chorwacja (7) - Czechosłowacja (31) - Dania (13) | - Estonia (7) - Finlandia (3) - Francja (25) - Grecja (2) - Hiszpania (22) - Holandia (20) - Hongkong (3) - Irlandia (1) - Japonia (13) - Kanada (27) | - Korea Południowa (2) - Kuba (3) - Liban (1) - Litwa (8) - Łotwa (3) - Meksyk (5) - Niemcy (53) - IOP (2) - Norwegia (6) - Nowa Zelandia (12) | - Polska (15) - Portugalia (2) - RPA (9) - Rumunia (32) - Słowenia (6) - Stany Zjednoczone (52) - Szwajcaria (9) - Szwecja (7) - Turcja (1) - Urugwaj (1) | - Węgry (8) - Wielka Brytania (46) - Włochy (21) - WNP (47) - Zimbabwe (2) |

## Klasyfikacja medalowa
| Lp. | Państwo           |   |   |   | Razem |
| --- | ----------------- | - | - | - | ----- |
| 1.  | Niemcy            | 4 | 3 | 3 | 10    |
| 2.  | Kanada            | 4 | – | 1 | 5     |
| 3.  | Rumunia           | 2 | 4 | 1 | 7     |
| 4.  | Australia         | 2 | – | – | 2     |
| 4.  | Wielka Brytania   | 2 | – | – | 2     |
| 6.  | Stany Zjednoczone | – | 2 | 1 | 3     |
| 7.  | Włochy            | – | 1 | 1 | 2     |
| 8.  | Norwegia          | – | 1 | – | 1     |
| 8.  | Austria           | – | 1 | – | 1     |
| 8.  | Belgia            | – | 1 | – | 1     |
| 8.  | Czechosłowacja    | – | 1 | – | 1     |
| 12. | Słowenia          | – | – | 2 | 2     |
| 12. | Polska            | – | – | 2 | 2     |
| 14. | WNP               | – | – | 1 | 1     |
| 14. | Holandia          | – | – | 1 | 1     |
| 14. | Chiny             | – | – | 1 | 1     |